# Moulins-Engilbert
Moulins-Engilbert ist eine französische Gemeinde mit 1354 Einwohnern (Stand 1. Januar 2022) im  Département Nièvre in der Region Bourgogne-Franche-Comté. Sie gehört zum Arrondissement Château-Chinon (Ville) und zum Kanton Luzy.

## Geografie
Die Gemeinde liegt im Morvan-Massiv und gehört seit 2008 zum Regionalen Naturpark Morvan. Die Stadt wird vom Fluss Guignon und seinem rechten Nebenfluss Garat durchquert.

## Geschichte
Ausgrabungen aus dem  Jahr 1877 brachten Mosaike, Tongefäße und römische Münzen zu Tage, woraus auf die Existenz einer römischen Villa geschlossen wurde.
Der Legende nach ist Angilbert, einer der Gefolgsleute Karls des Großen, Abt von Saint-Riquier, Graf von Ponthieu, der Namenspatron des Ortes. Im Mittelalter gehörte der Ort den Grafen von Nevers. In der Burg, von der noch zwei Türme stehen, wurde 1424 die Hochzeit von Herzog Philipp dem Guten und Bonne d’Artois, der Witwe von Philipp II. von Nevers, begangen. Ende des 14. Jahrhunderts wurde Moulins-Engilbert mit einer Stadtmauer umgeben.
| Jahr                       | 1962 | 1968 | 1975 | 1982 | 1990 | 1999 | 2006 | 2014 | 2020 |
| -------------------------- | ---- | ---- | ---- | ---- | ---- | ---- | ---- | ---- | ---- |
| Einwohner                  | 1894 | 1905 | 1830 | 1732 | 1711 | 1571 | 1685 | 1500 | 1415 |
| Quellen: Cassini und INSEE |      |      |      |      |      |      |      |      |      |

## Sehenswürdigkeiten
- Ruine der Burg Moulins-Engilbert (13./14. Jahrhundert)
- Kirche Saint Jean-Baptiste (14.–16. Jahrhundert)
- ehemaliges Priorat Commagny (12. Jahrhundert)

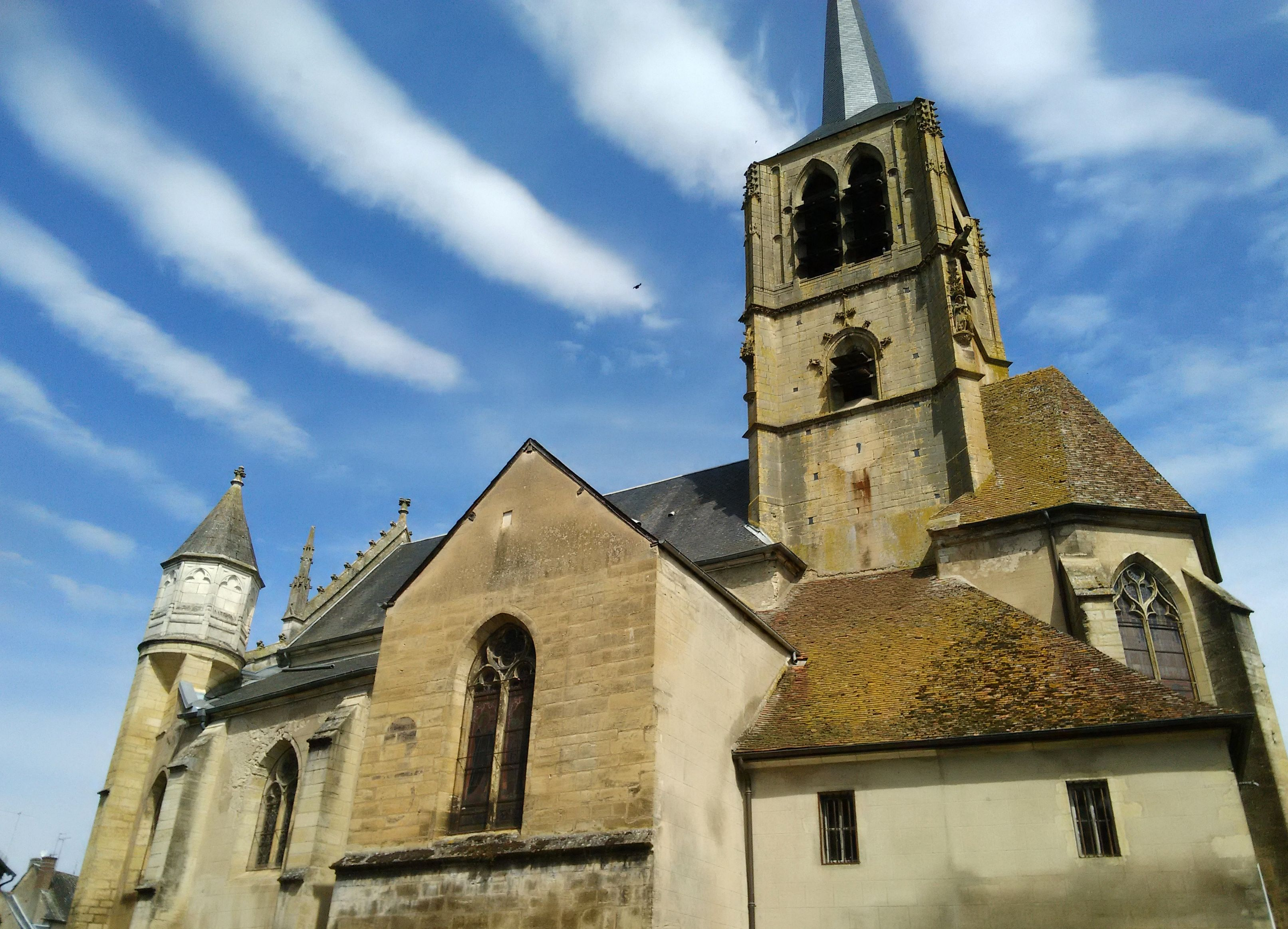
Kirche Saint-Jean-Baptiste
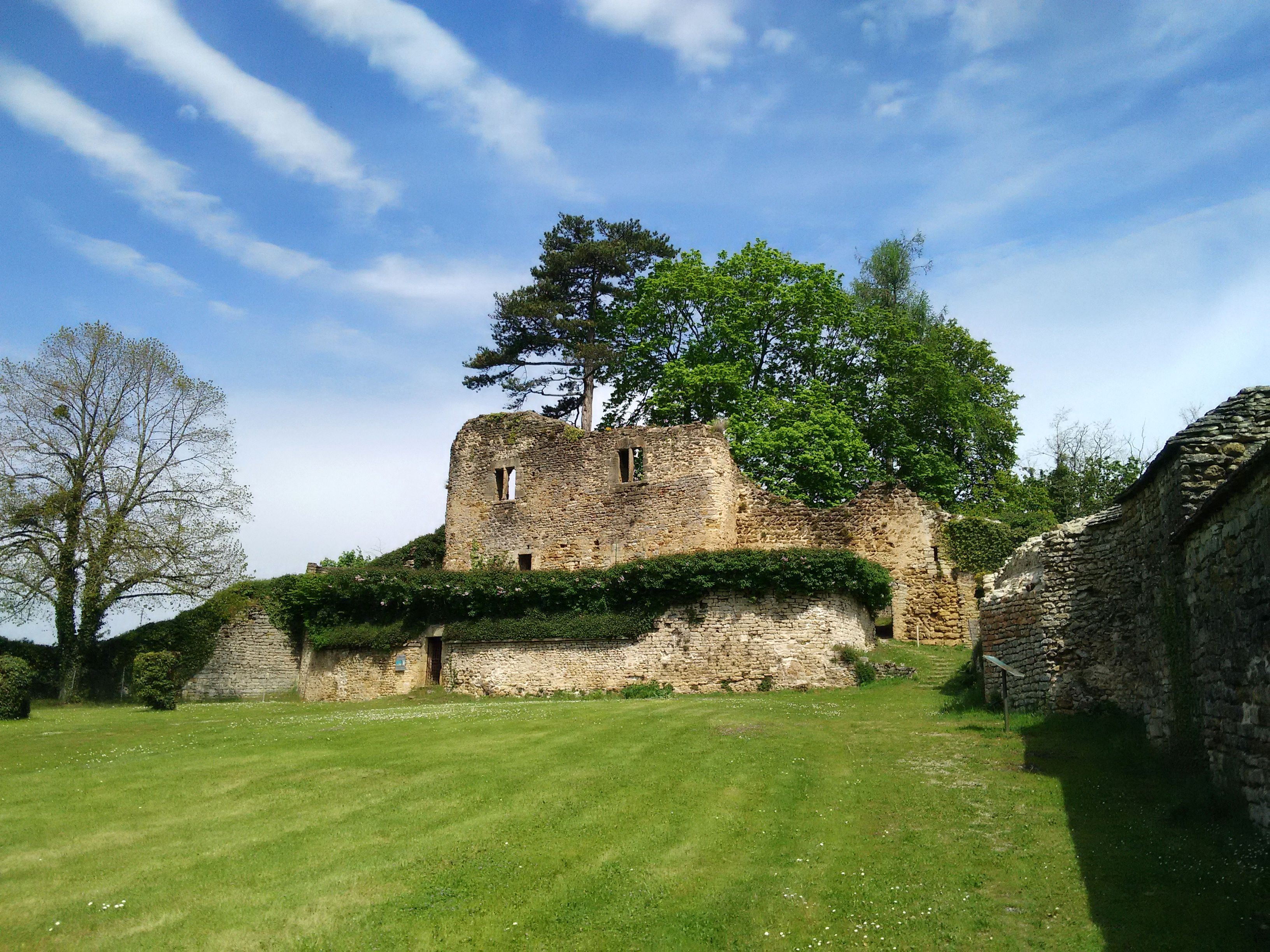
Ruine der Burg Moulins-Engilbert
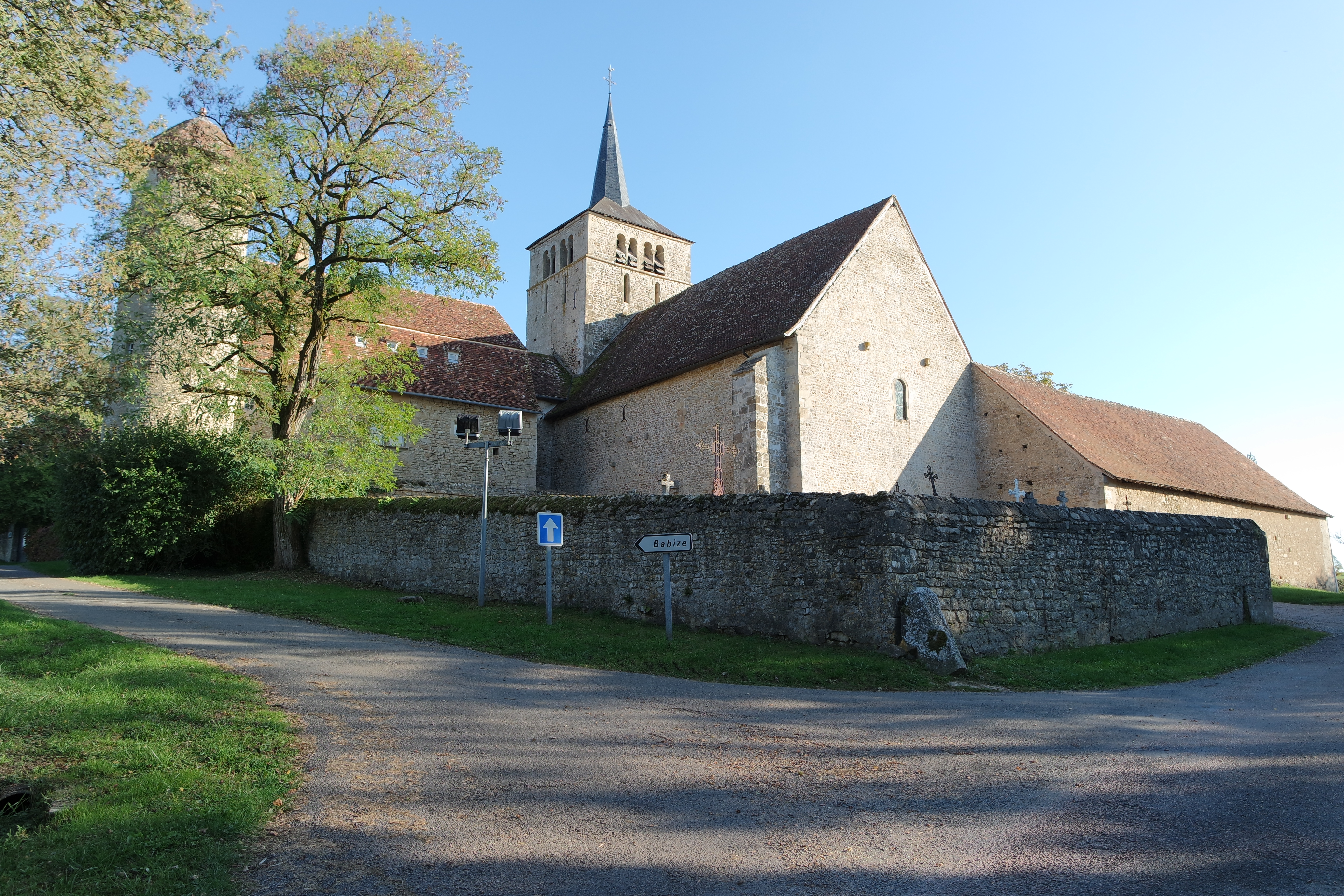
Ehemaliges Priorat

## Persönlichkeiten
- Philippe de Moulins (1325–1409) war Bischof von Évreux und Bischof von Noyon, Sekretär und Berater der Könige Johann II., Karl V. und Karl VI., in Moulins-Engilbert geboren
- Jules Miot (1809–1883) war Ratsmitglied der Pariser Kommune (1871), betrieb in Moulins-Engilbert eine Apotheke
- Jean Thibaudin (1822–1905), General und Verteidigungsminister, in Moulins-Engilbert geboren
- Henri Cadiou (1906–1989), Maler, lebte in Moulins-Engilbert 1935–1988
- Wilfrid Perraudin (1912–2006), Maler, in Moulins-Engilbert geboren